# Lorenzana (Cuadros)
Lorenzana es una villa española, perteneciente al municipio de Cuadros, en la provincia de León, en la Comunidad Autónoma de Castilla y León. 
Situado en la margen derecha del río Bernesga.
Los terrenos de Lorenzana limitan con los de Campo y Santibáñez y Cuadros al norte, Riosequino de Torío al noreste, San Feliz de Torío y Villasinta de Torío al este, Carbajal de la Legua al sureste, Azadinos, Sariegos y Pobladura del Bernesga al sur, Cimanes del Tejar y Azadón al suroeste, Secarejo y Villarroquel al oeste y Espinosa de la Ribera y Rioseco de Tapia al noroeste.